# Portraits
Portraits (стилизовано «portraits») (с англ. — «Портреты») — второй студийный сольный альбом американского певца и автора песен Грейсона Ченса. Данный альбом стал первым полноценным релизом музыканта после выхода «Hold On 'til the Night» в 2011 году. Альбом вышел на лейбле «AWAL Recordings America» 15 марта 2019 года. В поддержку альбома вышли три сингла: «Shut Up», «Timekeeper» и «Yours». Основным продюсером альбома стал Уилли Биман (Willy Beaman) при участии Кристиана Медиса (Christian Medice) и Тодда Спэдафора (Todd Spadafore) — последие двое приняли участие в продюсировании двух песен.
За пять лет, прошедших с момента выхода альбома (2019—2024) музыкант дал 125 концертов в его поддержку, альбом 250 млн раз проигрывался на различных стриминговых платформах, песни из альбома суммарно набрали 25 млн просмотров на сервисе YouTube и один сингл получил «золотую» сертификацию.

## История
После выпуска дебютного сольного альбома Ченс полагал, что надолго перестанет заниматься музыкой, однако два года в колледже, а также постоянное вдохновение и поддержка американской певицы Леди Гаги изменили его. В интервью на Paste Studio NYC в феврале 2019 года Ченс рассказал, что запись альбома проходила в Калифорнии и Оклахоме, однако песни он писал в совершенно разных местах. Так, например, первый сингл с альбоме песня «Shut Up» была написана в международном аэропорту им. Бен-Гуриона в Тель-Авиве, когда Ченс проводил в Израиле свою историко-археологическую практику по учёбе, а песня «White Roses» — в небольшом домике на берегу озера в Бостоне.
В интервью журналу «Bello» Ченс признался, что этот альбом отражает его грусть по закончившимся отношениям. Музыкант был очень подавлен тем, что ему разбили сердце, и как раз в эти дни писал материал для диска. По его словам, он не видел света в конце тоннеля. Он писал песни «сквозь боль» и пропускал через себя все пережитые эмоции заново, чтобы альбом получился максимально искренним. Ченс предполагал, что при прослушивании диска, слушатели пройдут сквозь похожие переживания, чтобы они смогли почувствовать его боль.
Песня «Lakeshore» является своего рода любовным посланием музыканта к городу Чикаго. Ченс продолжит писать «любовные письма» этому городу в своих песнях — таким станет композиция «High Wasted» с его следующего альбома «Trophies» (2021).
30 мая 2023 года было объявлено, что альбом будет выпущен ограниченным тиражом на 12" виниловой пластинке. Предполагаемая дата выхода — август 2023 года. На опубликованной обложке пластинки и буклете к ней приведена информация о месте и времени написания песен:
1. Shut Up — Тель-Авив, июль 2018 года
2. Bleed You Still — Лос-Анджелес, август 2018 года
3. Yours — Лос-Анджелес, август 2018 года
4. Plains — Лос-Анджелес, август 2019 года
5. West Texas — Лос-Анджелес, сентябрь 2018 года
6. White Roses — Бостон, май 2018 года
7. Lights — Лас-Вегас, сентябрь 2018 года
8. Black on Black — Лос-Анджелес, сентябрь 2018 года
9. Seasons Nineteen — Лос-Анджелес, ноябрь 2018 года
10. Timekeeper — Лос-Анджелес, октябрь 2018 года
11. Stand — Талса, август 2016
12. Lakeshore — июль 2016

## Список песен
1. Shut Up (2:50)
2. Bleed You Still (2:38)
3. Yours (3:46)
4. Plains (0:57)
5. West Texas (3:36)
6. White Roses (3:56)
7. Lights (0:25)
8. Black on Black (3:23)
9. Seasons Nineteen (2:48)
10. Timekeeper (3:57)
11. Stand (3:25)
12. Lakeshore (3:47)

## Форматы
- CD
- 12" виниловая пластинка
- цифровая дистрибуция

## Синглы
- Shut Up (8 февраля 2019 года)
- Timekeeper (8 марта 2019 года)
- Yours (21 марта 2019 года)

## Отзывы критиков
- Стивен Доу, обозреватель «Billboard» рассказывает о том, что это первый релиз Ченса за последние 8 лет. «Новый альбом берёт нас [с собой] в синт-поп путешествие через рассказ о предыдущих отношениях Ченса, исследуя темы разбивания сердца и одиночества — сквозь все 12 треков на пластинке». В марте 2019 года Ченс был назван Музыкантом Месяца в разделе «Billboard Pride»[11].
- Сэм Демшинас, корреспондент британского «Gay Times» публикует большой рассказ о карьере Ченса, а также отмечает, что на альбоме музыкант рассказывает о своём опыте прошедших отношений и, в отличие от других открытых артистов-геев, использует гендерно-однозначные определения в своих песнях. В пример приводится композиция «Black on Black» и «Seasons Nineteen» — «Thought it was the end, I wish he would love me in the way that I loved him.» (Думал, что это конец, я хотел бы, чтобы он меня любил так, как я любил его)[12].
- Сими Куриакоз, обозреватель газеты «India Today» пишет, что все песни на альбоме построены на базовых аккордах от начала и до конца. Тексты пронизаны душевной болью и безнадёжностью. Вокал особенно расслабленный — и всё это вкупе крайне необычно от 21-летнего артиста. Лучшими композициями на диске Куриакоз называет «Seasons Nineteen», «Black on Black» и «Timekeeper»[13].
- Журнал «Euphoria» называет альбом «феноменальным»[14].
- Перед выходом альбома «Trophies», журнал «Paper Mag» вспоминает предыдущие работы Ченса и отмечает, что альбом «Portraits» это «бесконечно великолепная коллекция из 12 эмоциональных поп-жемчужин, которые не менее впечатляющи и индивидуальны сами по себе». Кроме того, критик замечает, что данный альбом ясно дал понять — Ченсу «судьбой было предназначено создавать прекрасные песни»[15].

## Чарты
На апрель 2021 года альбом достиг отметки в 70 млн стримов (проигрываний онлайн), а также добрался до следующих позиций в чартах:
- #5 iTunes’ Pop Charts[16][17]
- #1 Apple’s Music Breaking Pop Playlist[16][17]
- #3 Apple Music’s Best of the Week Playlist[16][17]

29 сентября 2021 года альбом получил награду за 100 млн прослушиваний на сервисе Spotify.

## Гастрольный тур
В поддержку альбома Ченс отправился в гастрольный тур по Северной Америке. В июне 2019 года было объявлено, что тур станет мировым: в его рамках музыкант выступил в Китае, юго-восточной Азии, дал 5 концертов в Европе и вернулся с гастролями в США и Канаду.